# Travail d'intérêt général en France
Pour les autres articles nationaux ou selon les autres juridictions, voir Travail d'intérêt général.
En France, le travail d'intérêt général (TIG) est une sanction pénale consistant, pour le condamné, en l'exécution d'un travail non rémunéré au profit d'un organisme habilité pendant une durée comprise entre 20 et 400 heures. Il s'agit d'une mesure alternative à l'incarcération exécutée sous le contrôle du service pénitentiaire d'insertion et de probation. Depuis 2018, l'Agence du travail d'intérêt général et de l'insertion professionnelle (ATIGIP) est chargée de promouvoir le TIG auprès de potentiels organismes d'accueil et de développer les postes qu'ils pourraient offrir.

## Définition
Le travail d’intérêt général est une peine prononcée (à titre de peine principale ou en complément d’une peine d’emprisonnement avec sursis) :
- soit par le tribunal pour enfants (mineurs),
- soit par le tribunal de police en répression d’une contravention (dégradation volontaire…),
- soit par le tribunal correctionnel en répression d’un délit (vol, délit routier, outrage à agent de la force publique…).

Il suppose l’accord du prévenu qui doit être présent à l’audience et faire savoir s’il accepte ou non le principe d’un travail d'intérêt général.

## Peine encourue
Le TIG consiste en un travail non rémunéré, au sein d’une personne morale habilitée. Les organismes habilités sont principalement des associations, des collectivités territoriales ou des établissements publics. Toutefois, la loi de programmation 2018-2022 et de réforme pour la justice prévoit qu'à titre expérimental des entreprises de l'économie sociale et solidaire ou des entreprises à mission peuvent aussi accueillir des condamnés pour un TIG. La même loi étend cette possibilité aux institutions coutumières de la Nouvelle-Calédonie (Sénat coutumier, conseils coutumiers, tribus).
À partir de la loi du 15 août 2014, sa durée est de vingt heures minimum, et peut aller jusqu'à 280 heures pour les délits et 120 heures pour les contraventions. Depuis le 23 mars 2019, le maximum peut s'élever jusqu'à 400 heures. Lorsque le prévenu a une activité salariée, son temps de travail hebdomadaire total (TIG + profession) ne peut excéder de plus de douze heures la durée légale de travail. Le TIG doit être exécuté dans un délai d'au plus dix-huit mois.
En cas de non-respect des modalités, le juge de l'application des peines peut décider de faire subir au condamné une peine d'emprisonnement ou d'amende (éventuellement prévue par la juridiction de jugement).

## Historique
Le travail d'intérêt général fut institué par la loi du 10 juin 1983 et entra en vigueur le 1er janvier 1984. « Pour la première fois en France, une sanction faisait appel à l’implication de la société civile, partenaire associé directement à l’exécution de la peine » décrit le ministère de la Justice.
Le terme anglais, dont se sont inspirés par ailleurs les législateurs de l'époque, rend tout à fait compte de cette idée : « community service order » ou encore « travaux communautaires » au Québec.
En effet, si en France les premiers essais de mesures de travail d'intérêt général n'ont commencé véritablement que dans les années 1990, ailleurs la pratique était déjà parfois courante. Utilisant l'expérience étrangère réussie, la France décide d'expériences-pilotes.
Le magistrat Jean-Marie Picquart prononça les premières peines[réf. nécessaire] ; il évoque son « souvenir ému de cette période très riche où il a fallu tout « bricoler » sans cadre juridique, sans moyens, mais avec beaucoup de dynamisme et d'ouverture d'esprit. Un des enseignements que nous avons tiré de cette expérimentation en vrai grandeur était que le TIG pouvait parfaitement être utilisé pour un condamné primaire afin de lui éviter un premier contact avec l'univers carcéral, mais tout aussi bien pour un récidiviste qui avait déjà connu la prison »[réf. nécessaire].
En 1983, le projet de loi généralisant la mesure est adopté à l'unanimité, toutes tendances confondues. Cette loi naît dans un contexte où la population carcérale est en pleine inflation, mais où émerge pourtant et en parallèle une volonté de réformer les systèmes de lutte contre la délinquance.
En novembre 2009, Michèle Alliot-Marie, garde des Sceaux, confie une mission d'études au député du Nord, Christian Vanneste, afin d'évaluer le système et effectuer des propositions. Le rapport a été rendu le 6 juillet 2010 : « L’étude réalisée par Christian Vanneste identifie un certain nombre d’évolutions souhaitables en matière de TIG, et de bonnes pratiques. Tel est par exemple le cas du recours aux TIG à vocation pédagogique, aux TIG collectifs, ou encore au recours aux associations habilitées pour la mise en œuvre du TIG. » Ce rapport devrait prendre place dans la réforme de la procédure pénale prévue par le Gouvernement.
Le 5 mars 2018, le député Didier Paris et le chef d'entreprise David Layani remettent au Premier ministre Édouard Philippe le rapport intitulé : « Les leviers permettant de dynamiser le travail d'intérêt général ». Ce rapport préconise notamment la création d'une agence pour développer le TIG.
L’Agence du travail d'intérêt général et de l'insertion professionnelle des personnes placées sous main de justice est créée par décret le 7 décembre 2018 pour développer le TIG.

### Principaux textes
Code pénal
Code de procédure pénale
Code de la sécurité sociale